# Dactylopodia paratispoidis
Dactylopodia paratispoidis är en kräftdjursart som beskrevs av Lang 1965. Dactylopodia paratispoidis ingår i släktet Dactylopodia och familjen Thalestridae. Inga underarter finns listade i Catalogue of Life.